# Arada
Arada (arab. عرادة) – wieś w Syrii, w muhafazie Aleppo, w dystrykcie Dżabal Siman. W 2004 roku liczyła 1042 mieszkańców.